# 17. listopada
17. listopada (17. 10.) 290. je dan godine po gregorijanskom kalendaru (291. u prijestupnoj godini).
Do kraja godine ima još 75 dana.

## Događaji
- 1888. – Thomas Edison patentirao Optički fonograf (prvi film)
- 1917. – Prvo britansko bombardiranje Njemačke u Prvom svjetskom ratu.
- 1931. – Zloglasni gangster Al Capone uhićen je i osuđen zbog neplaćanja poreza.
- 1989. – Hrvatska rock-grupa Prljavo kazalište održala je koncert u središtu Zagreba pred 200 000 ljudi, što je bio predznak raspada SFRJ.
- 1990. – Prva službena utakmica hrvatske nogometne reprezentacije, protiv SAD-a na Maksimiru. Završilo 2:1 za Hrvatsku
- 1990. – Na sinjskom športskom aerodromu na Piketu formirana zrakoplovna borbena skupina kao nukleus budućeg hrvatskog ratnog zrakoplovstva.
- 1991. – Početak bitke za Novi Farkašić.
- 1991. – Progon iz Iloka. Srpska vojska okružila je grad Ilok i daje ultimatum da ga se 17. listopada do 16 sati mora napustiti. Tog 17. na 18. listopada pisani nalog potpredsjednika Vlade RH Mate Granića stigao je Kriznom štabu općine Slavonskog Broda za organizirati prihvat oko 10 tisuća Iločana koje su velikosrpski okupatori protjerali iz njihovih domova s područja Iloka.[1]
- 1993. – UN 17. listopada proglasili Svjetskim danom borbe protiv siromaštva.

| - 1897. – Cata Dujšin-Ribar, hrvatska slikarica († 1994.) - 1912. – Ivan Pavao I., papa († 1978.) - 1915. – Arthur Miller, američki književnik († 2005.) - 1947. – Zoja Odak, hrvatska glumica († 2020.) - 1955. – Galiano Pahor, hrvatski glumac († 2008.) - 1967. – Dmitrij Peskov, ruski diplomat - 1972. – Eminem, američki rap glazbenik - 1988. – Viktorija Loba, makedonska pjevačica ruskoga porijekla | - 1849. – Frédéric Chopin, poljski skladatelj (* 1810.) - 1887. – Gustav Robert Kirchhoff, njemački fizičar i kemičar (* 1924.) - 1929. – Vladimir Gortan, hrvatski politički djelatnik (* 1904.) - 1934. – Santiago Ramon y Cajal, španjolski znanstvenik (* 1852.) - 1944. – August Landmesser, njemački junak (* 1910.) |

## Blagdani i spomendani
- Svjetski dan borbe protiv siromaštva
- Dan žalosti u Makedoniji